# Милашка (фильм, 2002)
«Милашка» (англ. The Sweetest Thing) — комедийная мелодрама 2002 года режиссёра Роджера Камбла о приключениях весёлых подруг, любящих поразвлечься в шумной компании, с Камерон Диас в главной роли. Съемки фильма проходили весной 2001 года, в основу сценария легла собственная история отношений Нэнси Пиментал с подругой, актрисой Кейт Уолш. Слоган фильма — «Они ищут несколько хороших парней» (англ. They're looking for a few good men). Гонорар Камерон Диас составил $15 миллионов.

## Сюжет
Сексапильная Кристина Уолтерс и её подруги — свободны, независимы, обеспечены, уверены в себе. Кристина вовсе не ищет идеального мужчину. Она ищет парня для развлечений на одну ночь. Но самое удивительное происходит, когда она всё-таки встречает его. Они сталкиваются в клубе, а потом он исчезает. И тогда Кристина и её лучшая подруга Кортни отправляются на его поиски и переживают массу забавных приключений…

## В ролях
| Актёр             | Роль             |
| ----------------- | ---------------- |
| Камерон Диас      | Кристина Уолтерс |
| Кристина Эпплгейт | Кортни Рокклиф   |
| Сельма Блэр       | Джейн Бернс      |
| Томас Джейн       | Питер Донахью    |
| Паркер Поузи      | Джуди Вебб       |
| Джейсон Бейтман   | Роджер Донахью   |
| Джонни Месснер    | Тодд             |